# Élections législatives belges de 1971
Les élections législatives du 7 novembre 1971 en Belgique permirent de renouveler la Chambre des représentants ainsi que le Sénat.

## Résultats

### Résultats à la Chambre des représentants
| Parti | Parti                  | Voix      | %     | Sièges | +/- |
| ----- | ---------------------- | --------- | ----- | ------ | --- |
|       | PSC-CVP                | 1 587 195 | 30,5  | 67     | 2   |
|       | PSB-BSP                | 1 335 730 | 25,28 | 57     | 2   |
|       | PLP-PVV                | 865 655   | 16,39 | 34     | 13  |
|       | RW-FDF                 | 593 245   | 11,24 | 24     | Nv  |
|       | VU                     | 586 917   | 11.11 | 21     | 1   |
|       | PCB-KPB                | 156 213   | 3,02  | 5      | =   |
|       | Rode Leeuwen           | 104 040   | 1,97  | 4      | Nv  |
|       | PLDP                   | —         | —     | —      | —   |
|       | UDP                    | —         | —     | —      | —   |
|       | Autres                 | 49 636    | 0.95  | 0      | —   |
|       | Blancs et non valables | 459 637   | 8.01  | —      | —   |
| Total | Total                  | 5 281 631 | 100   | 212    | 212 |

### Résultats au Sénat
|              | Voix      | %     | %     | Sièges | Sièges |
|              | Voix      | %     | +/-   | Sièges | +/-    |
| ------------ | --------- | ----- | ----- | ------ | ------ |
| CVP          | —         | —     | —     | —      | —      |
| PSB-BSP      | 615 805   | 11.82 | Nv    | 6      | Nv     |
| VU           | 592 509   | 11.37 | +1.33 | 12     | +3     |
| PLP-PVV      | —         | —     | —     | —      | —      |
| PSC          | —         | —     | —     | —      | —      |
| RW           | —         | —     | —     | —      | —      |
| PSC-CVP      | 1 547 853 | 29.70 | +2.90 | 34     | +5     |
| FDF-RW       | 598 768   | 11.49 | +5.45 | 6      | +1     |
| Rode Leeuwen | 97 371    | 1.87  | Nv    | 0      | 0      |
| PCB-KPB      | 106 799   | 2.05  | Nv    | 1      | Nv     |
| PLDP         | 81 133    | 1.56  | Nv    | 2      | Nv     |
| UDP          | 61 616    | 1.18  | Nv    | 0      | Nv     |
| Autres       | 22 610    | 0.43  | —     | 0      | —      |
|              | 415 246   | 7.38  | —     | —      | —      |
| Total        | 5 626 661 | 100   | 100   | 106    | 106    |